# Enlèvement de Foniké Menguè et Billo

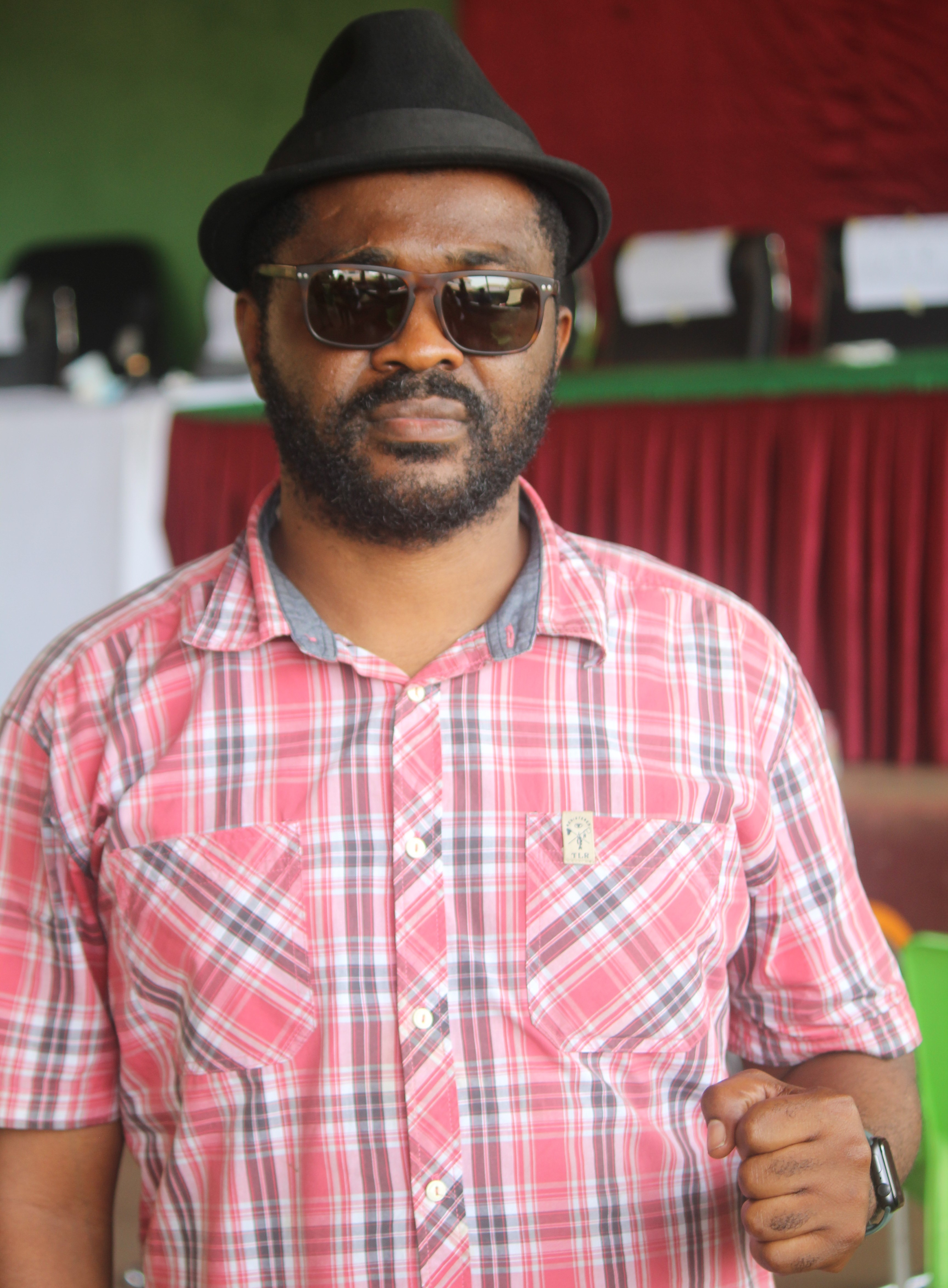
Foniké Menguè en 2020.

L'enlèvement de Foniké Menguè et Billo, deux activistes politiques guinéens membres du Front national pour la défense de la Constitution, a lieu le 9 juillet 2024 au domicile familial de Foniké Menguè à Commandanyah, dans la commune de Dixinn, Conakry en république de Guinée,. Une plainte pour disparition forcée est déposée auprès du procureur de la république au tribunal de Paris.

## Contexte
Après la fermeture des médias en mai 2024, des ONG notamment le Front national pour la défense de la Constitution, MAOG, la CNROC, la Coalition Nationale Pour le Retour à l’Ordre Constitutionnel et le FRONC, réunies au sein de la plateforme dénommée la Dynamique de la société civile, se mobilisent le 8 juillet 2024 pour dénoncer la fermeture des médias, la cherté de la vie et demander un retour à l’ordre constitutionnel en Guinée,.

## Enlèvement
Dans la nuit du 9 juillet 2024, aux environs de 23 h, les deux leaders politiques étaient chez Foniké Menguè quand un groupe d’hommes en tenues militaires et cagoules fait irruption chez Foniké pour les emmener de force vers une destination inconnue. Mohamed Cissé, coordinateur communal du FNDC à Matoto, qui a voulu en savoir plus sur la raison leur arrestation, a aussi été enlevé.
Selon la belle-sœur de Foniké Menguè, un cortège de six pickups militaires était stationné derrière la cour, d'où sont sortis cinq hommes ayant enlevé les leaders.

## Suites
Dès le lendemain, les associations de défenses des droits de l’homme, ONG, hommes politiques et leaders d’opinion nationale et internationale, demandent leur libération, notamment les Forces vives de Guinée, le SPPG, le collectifs des avocats du mouvement Amnesty international et 14 ONG d’Afrique de l’Ouest.[réf. souhaitée]
À l’international, Jean-Luc Mélenchon appelle le gouvernement français à intervenir pour faciliter leur libération. L’activiste et parlementaire sénégalais Guy Marius invite la CEDEAO à regarder de près la situation de la transition guinéenne.
Le barreau de Guinée s’insurge et donne un préavis, avant de décider le 15 juillet de boycotter tous les procès en cours en Guinée jusqu'au 31 juillet 2024.
Le 16 juillet, dans un communiqué de presse, le parquet général près la cour d'appel de Conakry nie toute implication ou connaissance de leur lieu de détention. Le procureur général Fallou Doumbouya déclare qu’« aucun organe d'enquête n'a procédé à aucune interpellation ou arrestation de qui que ce soit; mieux aucun établissement pénitentiaire du pays ne détient ces personnes faisant objet d'enlèvement. ».
Le 18 juillet, les avocats français Vincent Brengarth et William Bourdon adressent une lettre au procureur de la CPI, Karim Khan, pour l'informer : « Nous vous écrivons en urgence pour vous faire part de la plus vive préoccupation de ceux que nous représentons, en lien avec la disparition très inquiétante de deux membres du FNDC…
Nous demandons que la CPI intervienne en urgence afin de demander des investigations immédiates sur le cas de ces deux personnes disparues…. »,.
Le 21 juillet, l’ONU, à travers une déclaration de Thameen Al-Kheetan, porte-parole du bureau des droits de l’homme, dit s’inquiéter du sort des deux activistes et demande leur libération : « Nous exhortons les autorités de transition guinéennes à libérer immédiatement et sans condition les deux militants, à moins d’être officiellement inculpés conformément à la procédure judiciaire établie… ».
Le 23 juillet, les épouses de Foniké Menguè et Mamadou Billo Bah portent plainte contre le général Mamadi Doumbouya, Aboubacar Sidiki Camara et Balla Samoura auprès du procureur de la république près le tribunal de Paris pour disparition forcée.
Le 2 août 2024, le FNDC dévoile la liste de 16 personnes selon lui impliquées dans l'enlèvement des deux activistes.
Un mois après l'enlèvement de Foniké Menguè et Billo Bah, Kalifa Gassama Diaby, ancien ministre des droits de l’homme et des libertés publiques, écrit une tribune intitulée « Transition en Guinée : la dynamique totalitaire et les ingrédients du chaos » pour dénoncer les agissement du CNRD et le silence des partenaires de la Guinée.
L'ONG Afrikki décide de saisir plusieurs institutions, notamment la cour de justice de la CEDEAO, la Cour pénale internationale, le Haut-Commissariat aux droits de l’Homme, la commission de la CEDEAO, la commission de l'UE, l'organisation des Nations unies, l'UA et la commission africaine des droits de l'homme et des peuples pour que de « tels agissements ne restent pas impunis et engager une mobilisation internationale ».
Le 15 août, les journalistes des médias fermés par le CNRD rendent visite aux familles de Foniké Mènguè et de Bilo Bah. Le représentant de la famille et demi-frère de Foniké Menguè, l'homme politique Mamadou Sylla, déclare :

« s’ils les ont tués, qu’ils nous le disent pour qu’on puisse faire au moins leurs sacrifices et prier pour le repos de leurs âmes. »

Le 30 août, l’ambassade des États-Unis en Guinée exprime sa préoccupation au sujet de l'état de santé et du bien-être des deux activistes et encourage le gouvernement à accélérer les enquêtes en cours pour soulager leurs familles.
Le 17 septembre 2024, leurs avocats appellent la CEDEAO à intervenir en leur faveur pour accéder à leurs clients,. Le 10 octobre 2024, le Haut-Commissariat des Nations unies aux droits de l'homme attire l'attention de la commission sur leurs « inquiétudes sur la situation des défenseurs des droits humains disparus » en Guinée, notamment Foniké Menguè et Billo Bah qui « risqueraient d'être torturés, maltraités et exécutés de manière extrajudiciaire en raison de leur travail légitime de défense des droits humains et de la démocratie » ,.
Le 14 octobre 2024, le Groupe de travail sur les disparitions forcées de l'ONU et la Commission africaine des droits de l’Homme et des peuples, affichent leurs inquiétudes sur les disparitions forcées de Fonikè Manguè et Mamadou Billo Bah.
Cent jours après leur disparition, plusieurs organisations de défense des droits de l'homme exigent des réponses de la part des autorités de la transition guinéenne,, notamment l'Union européenne, la Fédération internationale pour les droits humains ou les députes de la France insoumise. 
Le 10 mai 2025, le père de Billo Bah est décédé pendant sa disparition, rappelant la mort de la mère de Foniké Mangé, survenue durant sa détention en novembre 2022. 

## Manifestation
Après leur arrestation, des manifestations sont organisées en Guinée et à l'international, notamment le 20 juillet à Paris, le 4 août en Bruxelles,, le 12 août 2024 une ville morte à Conakry,, le 20 août à New York.